# Otto Koch (Manager)
Otto Koch (* 21. Dezember 1923 in Bensheim; † 19. April 2011) war ein deutscher Physiker und Manager.

## Leben
Nach seinem Abitur am altsprachlichen Gymnasium in Darmstadt studierte Koch ab 1941 an der Technischen Hochschule Darmstadt Physik und wurde 1948 mit der Arbeit Messung der Temperaturverteilung über den Querschnitt des wandstabilisierten Quecksilberhochdruckbogens zum Dr. rer. nat. promoviert.
Koch trat 1951 in die Bayer AG in Leverkusen ein. Er war zunächst in der Ingenieur-Abteilung Angewandte Physik tätig. 1966 wurde er Abteilungsdirektor der Anwendungstechnischen Abteilung Kunststoffe und Polyurethane. 1970 folgte die Ernennung zum Leiter des Zentralbereichs Zentrale Anwendungstechnik. Als Beauftragter des Vorstandes übernahm er 1970 die technische Betreuung der Fasersparte.
1972 wurde Otto Koch zum Vorstandsmitglied der Bayer AG bestellt und war bis zu seinem Ruhestand 1987 für die Regionen Afrika und Naher Osten zuständig. Gleichzeitig war er Vorsitzender des Vorstandsausschusses Ökologie und Sprecher der Fasersparte.
Koch engagierte sich zudem als Vorsitzender des Ausschusses für Umweltpolitik des Bundesverbandes der Deutschen Industrie (BDI), als Vorstandsmitglied des Ausschusses Technik und Umwelt im Verband der Chemischen Industrie (VCI) sowie als Mitglied im Umweltausschuss des Deutschen Industrie- und Handelstages (DIHT). Von 1973 bis 1975 war Koch Präsident der Deutschen Physikalischen Gesellschaft.